# Carme Guasch
Carme Guasch i Darné (Figueras, 3 de octubre de 1928-Badalona, 22 de agosto de 1998) fue una poetisa y escritora española.

## Biografía
Dedicada a la enseñanza de la lengua y la literatura catalanas, empezó a publicar en la madurez, especialmente poesía, y destacó en el cultivo del soneto. Algunas de sus obras destacadas son: Vint-i-cinc sonets i un dia, Pràctica de vida, Amat i amic. Fue alumna de la IES Ramon Muntaner de Figueres.
Durante los años sesenta, al mismo tiempo que hacía colaboraciones en la prensa, participó activamente en la organización anual de la Fiesta de Poesía, que celebraba Atenea, Agrupación de Cultura del Casino Menestral de Figueras, junto con los principales promotores de esta: Carles Fages de Climent y Jaume Mauricio. Aun así, Carme Guasch se presenta a menudo a certámenes poéticos y es así como en 1969 gana el premio Ciudad de Olot de poesía. En el año siguiente obtiene la Viola de Plata de los Juegos Florales de Manresa. A esto siguieron otros galardones en los Juegos Florales de Perpiñán, Figueras, Calella y Barcelona.
Su última obra —Interiors— significó su primer intento de cultivar el verso libre.
Como narradora, ganó el premio Víctor Català de narraciones con Situacions Insulars. Escribió una obra autobiográfica, Trena de cendra, en que narraba la historia de amor vivida con su esposo, Antoni Soler, su enfermedad y muerte, y la posterior superación del luto, que por otro lado ha sido un tema recurrente de su obra poética.